# 바디 스내치
《바디 스내치》(Body To Body, Corps A Corps)는 프랑스에서 제작된 프랑소와 한스 감독의 2003년 스릴러, 드라마 영화이다. 엠마누엘 자이그너 등이 주연으로 출연하였다.

## 출연

### 주연
- 엠마누엘 자이그너
- 필립 토레톤
- 클레멘트 브릴런드
- 비토리아 스코그나미글리오

### 조연
- 욜랜드 모로
- 마크 듀렛